# Disulfatomanganitany
Disulfatomanganitany jsou komplexní sloučeniny manganu v oxidačním stavu Mn3+, které tvoří anion [Mn(SO4)2]−, přičemž SO42− je dvouvazný ligand.

## Fyzikálně-chemické vlastnosti

Tetraedr

Disulfatomanganitany se řadí k stabilnějším komplexům manganu. Snadno se připravují a jsou stabilní na vzduchu. Disulfatomanganitový komplex má v roztoku červenou barvu a za jeho základ se považuje kyselina disulfatomanganitá H[Mn(SO4)2].
Komplexy s anionem [Mn(SO4)2]− krystalují v tetraedrické soustavě a uspořádání elektronů centrálního atomu – manganu – je díky síranový anionům vysokospinové.

## Příprava
Síran manganitý, od kterého se komplexy odvozují, vzniká rozpuštěním oxidu manganitého nebo hydroxidu manganitého ve studené, mírně koncentrované kyselině sírové. Reakcí síranu manganitého s rozpustným síranem vzniká červený disulfatomanganitanový komplex.
Mn2O3 + 3 H2SO4 → Mn2(SO4)3 + 3 H2O nebo
Mn(OH)3 + 3 H2SO4 → Mn2(SO4)3 + 6 H2O
Mn2(SO4)3 + M2ISO4 → 2 MI[Mn(SO4)2]

## Sloučeniny

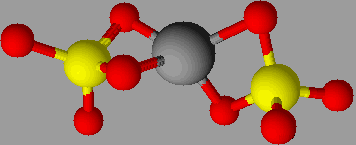
Disulfatomanganitanový anion

Disulfatomanganitany jsou sice stabilní, ale nemají žádné praktické využití, a proto se s nimi běžný člověk nesetká. Všechny tyto sloučeniny mají červenou barvu a jsou dobře rozpustné ve vodě. Disulfatomanganitany těžkých kovů jsou nerozpustné.

### Příbuzné sloučeniny
Síran manganitý je schopen vytvářet ještě jednu komplexní částici a to v kamencích, kde obsahuje oktaedrický hexaaquamanganitý kation [Mn(H2O)6]3+. Kamenec manganato-cesný je nejstálejší manganitý kamenec a má vzorec CsMn(SO4)2·12H2O, přičemž správný zápis by měl být Cs[Mn(H2O)6](SO4)2·6H2O. Z tohoto vzorce vyplývá, že pouze 6 molekul vody je vázáno hydratačně – což platí o většině hydrátů. Například nejznámější zápis modré skalice je pentahydrát síranu měďnatého – CuSO4·5H2O, ale správný zápis této sloučeniny je [Cu(H2O)4]SO4·H2O a správný název monohydrát síranu tetraaquaměďnatého.